# Aja Evans
Pour les articles homonymes, voir Evans.
Aja Evans est une bobeuse américaine née le 12 mai 1988 à Chicago. Elle a remporté avec Jamie Greubel la médaille de bronze du bob à deux aux Jeux olympiques d'hiver de 2014 à Sotchi, en Russie.

## Palmarès

### Jeux Olympiques
- : médaillé de bronze en bob à 2 aux JO 2014.

### Championnats monde
- : médaillé de bronze en bob à 2 aux championnats monde de 2017.

### Coupe du monde
- 14 podiums  : 
  - en bob à 2 : 4 victoires, 7 deuxièmes places et 3 troisièmes places.

#### Détails des victoires en Coupe du monde
| Édition   | Bob à 2                 | Monobob |
| 2013-2014 | Park City x2            |         |
| 2016-2017 | Lake Placid Pyeongchang |         |